# てんぶす那覇

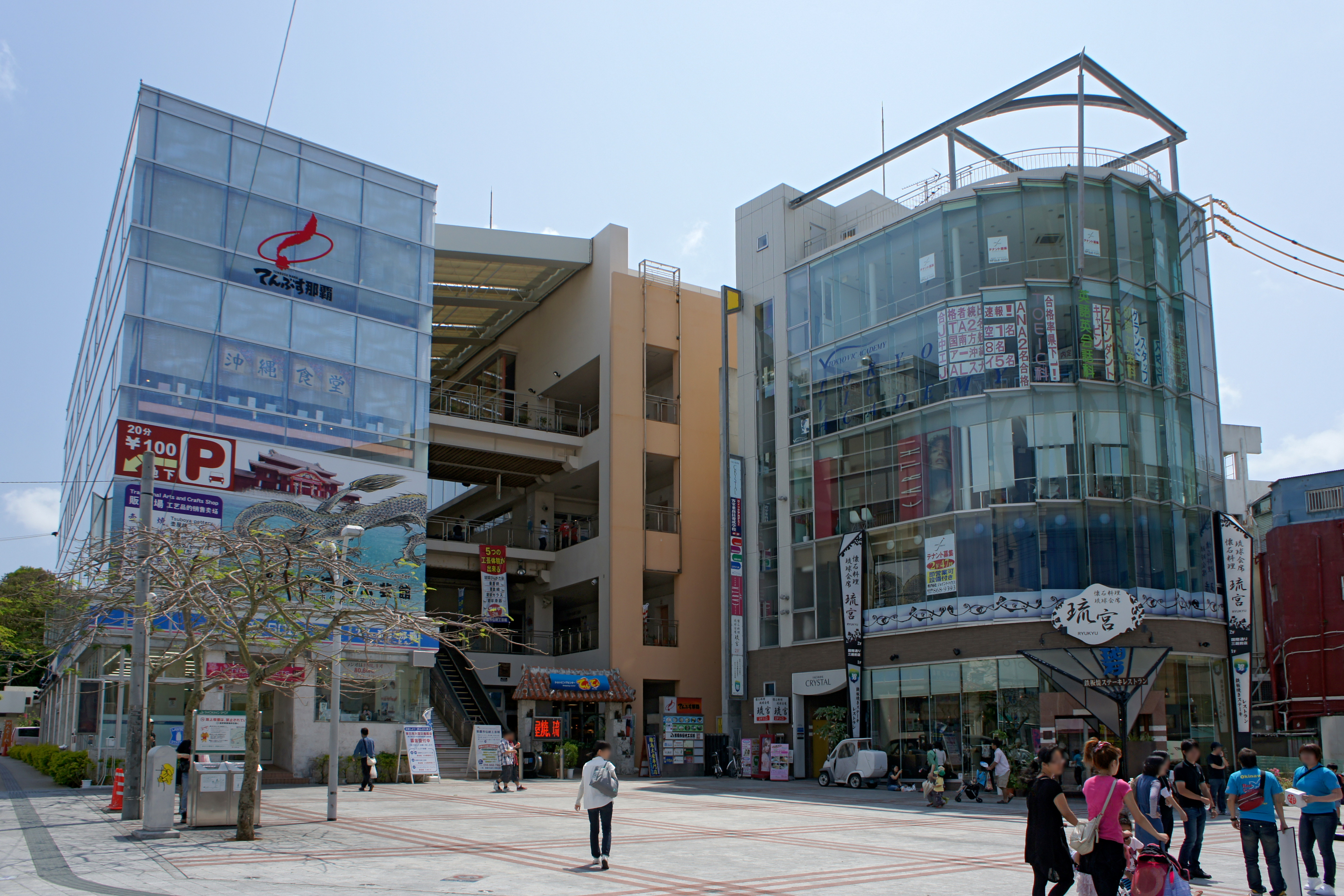
てんぶす那覇

てんぶす那覇（てんぶすなは）は、沖縄県那覇市にある複合文化施設・商業施設。那覇市ぶんかテンブス館（3階及び4階）や那覇市伝統工芸館（2階）が入る建物である。「てんぶす」とはうちなーぐちでへそを意味する。

## 那覇市ぶんかテンブス館
那覇市ぶんかテンブス館条例で定められており、沖縄の文化及び芸能の産業化並びに人材の育成を図り、もって市民文化の向上及び地域の活性化に資することを目的とする（第1条）。観覧施設（多目的ホール）、利用施設（会議室、ギャラリー、音楽スタジオなど）、入居用施設（SOHO室、交流サロン、国際通り情報発信ステーション）などからなる。

## 那覇市伝統工芸館
那覇市伝統工芸館条例で定められており、本市における伝統工芸産業の振興及び発展を図るとともに、市民文化の向上に資するために設置するとされている（第1条）。特別展示室、ギャラリー、体験工房、販売場、研修会議室などからなる。

## 各フロア

### 4階
- 那覇市ぶんかテンブス館
  - テンブスホール（通常246席（スタッキングイス106席＋スライド式可動席140席）、面積294.2平方メートル）[5]
  - 音楽スタジオ
  - レッスンルーム
- 那覇市ぶんかテンブス館事務所（管理事務所）

### 3階
- 那覇市ぶんかテンブス館
  - ギャラリー
  - 会議室
  - 研修室
  - 和室
  - 調理室
- 国際通り発信ステーション
- SOHO室
- 交流サロン：うちな～亭
- 一般社団法人那覇市観光協会

### 2階
- 那覇市伝統工芸館

### 1階
- 那覇市観光案内所
- ショッピングエリア

### 地下
- 地下駐車場

## 所在地
- 那覇市牧志3丁目2番10号